# Vojta Donát
Vojta Donát, vezetékneve olykor Woyta, Woita, Voita, Woytha formában is, született: Voita Donát György, németül: Donat Voyta (Szombathely, 1818. március 21. [keresztelés] – Budapest, 1875. október 8.) osztrák származású magyar építész, Voyta Adolf rokona.

## Élete
Vojta (Voita) Donát és Anreit Anna fiaként született. 1843. május 16-án Szombathelyen feleségül vette Kreutzer Karolinát. 1851-től Bécsben lakott. Később Pestre költözött. Számos bérháza tervezésében és kivitelezésében vett részt.
1875-ben hunyt el 57 éves korában. Testét a Fiumei úti sírkertben helyezték nyugalomra 5/A parcellában. 1920-ban áttemették a jobb oldali Árkádsorba.

## Ismert épületei
- ?: Reissig-kastély átépítése, Szombathely[10]
- ?: Bőle Judit háza, Szombathely[11]
- 1846–1847: kastély átépítése, Vép[2]
- 1848: megyeháza klasszicista stílusú oldalszárnya, Szombathely[12]
- 1871: bérház, Budapest, Rumbach Sebestyén utca 7. (Knabe Ignáccal közös munka)[13]
- 1871–1874: Mocsonyi-bérház, Budapest, Teréz körút 2-4.[14]
- 1872: lakóház, Budapest, Váci u. 79.[15]
- 1873–1874: Tafler-bérpalota, Budapest, Andrássy út 35. (Feszty Adolffal közös munka)[16]
- 1874: Krumpschink-bérpalota, Budapest, Vörösmarty utca 15.[17]
- 1875: Tafler-bérpalota, Budapest, Bajcsy-Zsilinszky út 30-32.
- 1875: Ries-bérpalota (ma: Fogászati és Szájsebészeti Oktató Intézet), Budapest, Szentkirályi u. 40.[18]
- 1876: Lyka-bérpalota, Budapest, Belgrád rakpart 19.[19]

Egyes források szerint az Andrássy út 55. számon álló bérpalotát is ő tervezte, mások Petschacher Gusztáv nevéhez kötik az épületet. Részt vett építésirányítóként a Dobai Erdődy-kastély építésében (1839, tervező: Charles Moreau).